# Zone industrielle de Garoua Djamboutou
La zone industrielle de Garoua en abrégé ZIGAR est un territoire de la ville de Garoua où sont implantées plusieurs industries et sociétés d'agriculture, d'élevage, de transports, de commerce, de distribution, d’agroalimentaire, et de pêche fluviale. Elle est située à Djamboutou, chef-lieu de la Région du Nord au Cameroun.

## Description
Plus de 10 entreprises sont installés en son sein. La zone facilite les échanges entre le Cameroun, le Tchad et la Nigéria.

## Gestion
| \| 500 km1:18 610 000 \| Yaoundé (114 ha) Bassa(150 ha) Ngaoundéré (115 ha) Djamboutou (90 ha) Bamenda (44 ha) Ombé (17 ha) Koumé (105 ha) Mandjou (120 ha) Bonabéri (192 ha) Bafoussam (28 ha) Kribi (3000 ha) Yassa (400 ha) Dibombari (300 ha) Nomayos (201 ha) Meyomessala (100 ha) |
| 500 km1:18 610 000 |

| 500 km1:18 610 000 |

| Zones industrielles existantes |
| Zones industrielles en projet  |
| (192 ha) Taille (en hectares)  |

La gestion de la zone industrielle de Ngaoundéré est assurée par la Mission de développement et d’aménagement des zones industrielles (Magzi) sous-tutelle du Ministère des Mines, de l’Industrie et du Développement Technologique.

## Transports
Elle est une zone transit en matière de logistique et transport. Elle dessert les voies terrestres, ferroviaires, aériennes et fluviales par Lagdo, Chidifi et la vallée de la Bénoué .